# توماس د کیسر
 توماس د کیسر (هلندی: Thomas de Keyser؛ ۱۵۹۶ – ۱۶۶۷) یک نقاش اهل هلند بود.